# ルシアン・バラード
ルシアン・バラード（Lucien Ballard、1908年5月6日 - 1988年10月1日）は、アメリカ合衆国の撮影監督である。『罪と罰』『南部の反逆者』『ワイルドバンチ』『勇気ある追跡』などの作品を手がけた。日本語では「ルシエン・バラード」と表記されることもある。

## 経歴
1908年5月6日、オクラホマ州オタワ郡マイアミに生まれる。オクラホマ大学とペンシルベニア大学で学んだ。中華人民共和国への旅行を経て、材木業に従事する。
パラマウント映画のスクリプターによってクララ・ボウ主催のパーティーへ連れて行かれたことをきっかけに、映画業界へ進出。ジョセフ・フォン・スタンバーグ、ヘンリー・ハサウェイ、ラオール・ウォルシュ、サム・ペキンパー、スタンリー・キューブリックなどの監督たちと組んで、生涯に100本以上の映画で撮影を手がけた。1945年にマール・オベロンと結婚し、1949年に離婚した。
1988年10月1日、交通事故によりカリフォルニア州リバーサイド郡ランチョ・ミラージュにて死去。

## フィルモグラフィー

### 映画
- 罪と罰 Crime and Punishment （1935年）
- クレイグの妻 Craig's Wife （1936年）
- 陽気な姫君 The King Steps Out （1936年）
- 闇夜の台風 I Promise to Pay （1937年）
- 麗人野球団 Girls Can Play （1937年）
- 潜水艦SOS Devil's Playground （1937年）
- 世紀の逃亡者 Racketeers in Exile （1937年）
- 魔空電波 Flight to Fame （1938年）
- 誰が犯人だ? Penitentiary （1938年）
- 街道巡羅隊 Highway Patrol （1938年）
- 男対男 Coast Guard （1939年）
- 不死の怪物 The Undying Monster （1942年）
- オーケストラの妻たち Orchestra Wives （1942年）
- 浮世はなれて Holy Matrimony （1943年）
- カレー大空襲 Tonight We Raid Calais （1943年）
- 謎の下宿人 The Lodger （1944年）
- 誤解 This Love of Ours （1945年）
- 愛の交響楽 Night Song （1947年）
- ベルリン特急 Berlin Express （1948年）
- 折れた銃剣 Fixed Bayonets! （1951年）
- テレグラフ・ヒルの家 The House on Telegraph Hill （1951年）
- 結婚しましょう Let's Make It Legal （1951年）
- ノックは無用 Don't Bother to Knock （1952年）
- 国務省の密使 Diplomatic Courier （1952年）
- 栄光の鬼部隊 The Glory Brigade （1953年）
- 地獄の対決 Inferno （1953年）
- 砂漠の鼠 The Desert Rats （1953年）
- 七人の脱走兵 The Raid （1954年）
- 炎と剣 Prince Valiant （1954年）
- 灼熱の勇者 The Magnificent Matador （1955年）
- 白い羽根 White Feather （1955年）
- 黄金の都 Seven Cities of Gold （1955年）
- ながれ者 The King and Four Queens （1956年）
- 赤い崖 A Kiss Before Dying （1956年）
- 殺し屋は放たれた The Killer Is Loose （1956年）
- 誇り高き男 The Proud Ones （1956年）
- 現金に体を張れ The Killing （1956年）
- 南部の反逆者 Band of Angels （1957年）
- 金髪の悪魔 The Unholy Wife （1957年）
- 契約殺人 Murder by Contract （1958年）
- 暗黒の大統領カポネ Al Capone （1959年）
- 警部物語 Pay or Die （1960年）
- 暗黒街の帝王 レッグス・ダイヤモンド The Rise and Fall of Legs Diamond （1960年）
- 許されざる愛情 The Bramble Bush （1960年）
- 罠にかかったパパとママ The Parent Trap （1961年）
- スーザンの恋 Susan Slade （1961年）
- 昼下りの決斗 Ride the High Country （1962年）
- 恋愛留学生 Take Her, She's Mine （1963年）
- 青春カーニバル Roustabout （1964年）
- エルダー兄弟 The Sons of Katie Elder （1965年）
- ボーイング・ボーイング Boeing, Boeing （1965年）
- ボクいかれたヨ! Dear Brigitte （1965年）
- ネバダ・スミス Nevada Smith （1966年）
- 墓石と決闘 Hour of the Gun （1967年）
- ウィル・ペニー Will Penny （1967年）
- 水色のビキニのマドモアゼル How Sweet It Is! （1968年）
- パーティ The Party （1968年）
- ワイルドバンチ The Wild Bunch （1969年）
- 勇気ある追跡 True Grit （1969年）
- 大洋のかなたに The Hawaiians （1970年）
- エルビス オン ステージ Elvis: That's the Way It Is （1970年）
- 砂漠の流れ者/ケーブル・ホーグのバラード The Ballad of Cable Hogue （1970年）
- ヘレンに何が起こったのか? What's the Matter with Helen? （1971年）
- ゲッタウェイ The Getaway （1972年）
- ジュニア・ボナー/華麗なる挑戦 Junior Bonner （1972年）
- ダイヤモンド・コネクション Lady Ice （1973年）
- ハードウェイ Three the Hard Way （1974年）
- 軍用列車 Breakheart Pass （1975年）
- ブレイクアウト Breakout （1975年）
- セント・アイブス St. Ives （1976年）
- ドラム Drum （1976年）
- マイキー&ニッキー/裏切りのメロディ Mikey and Nicky （1976年）
- 正午から3時まで From Noon till Three （1976年）